# Ted Evetts
Ted Evetts (* 3. August 1997 in Warwick, Warwickshire) ist ein professioneller englischer Dartspieler.

## Karriere
Ted versuchte sich für die BDO-WM 2016 zu qualifizieren, scheiterte allerdings im Viertelfinale gegen Jason Lowe. Vier Tage nach der Niederlage bei der WM-Qualifikation spielte er sein erstes Major-Turnier bei der BDO. Er erreichte bei den World Masters die Runde der letzten 80.
Über die Development Tour 2015 qualifizierte sich Evetts für die PDC Youth World Championship 2015, wo er in die Runde der letzten 32 kam und 500 £ einspielte. Anfang 2016 sicherte sich Super Ted bei der Q School die Tour Card. Sein erstes TV-Turnier bei der PDC spielte Evetts beim Grand Slam of Darts 2016, allerdings überstand er die Gruppenphase nicht. 2017 gab Evetts sein Debüt bei den UK Open, zudem gewann er sein erstes Development Tour Event. Anfang 2018 gab Evetts im Alexandra Palace sein Debüt bei der PDC Dart-WM. Im selben Jahr gewann er zwei weitere Development Tour Events. Die Development Tour 2019 startete Evetts stark mit 2 von 4 möglichen Titeln.
Bei der PDC World Darts Championship 2020 traf Evetts in Runde eins auf Fallon Sherrock. Evetts verlor das Spiel mit 2:3 und wurde damit der erste Mann, der bei einer PDC-Weltmeisterschaft gegen eine Frau verlor.
Bei den darauffolgenden UK Open 2020 gewann Evetts mit 6:2 gegen Berry van Peer, verlor dann aber in der dritten Turnierrunde gegen James Wilson. Auf der PDC Development Tour gewann Evetts ein Turnier was reichte, um sich für die PDC World Youth Championship 2020 zu qualifizieren. Hierbei überstand er zwar die Gruppenphase, verlor dann aber gegen Lewis Pride und verpasste damit und auch beim PDPA Qualifier m Tag darauf die Qualifikation für die WM 2021.
Bei den UK Open 2021 verlor Evetts sein erstes Spiel gegen Darren Webster. Sein größter Erfolg auf der Pro Tour daraufhin erlangte er bei der Gibraltar Darts Trophy, als er nach Siegen über Ryan Murray und Dirk van Duijvenbode in die dritte Runde einzog, dabei aber gegen Simon Whitlock verlor. Aufgrund der gestauchten European Darts Tour 2021 qualifizierte er sich aber dank dieser Leistung für die European Darts Championship, wo er allerdings gegen Joe Cullen kein Leg holen konnte.
Auf der UK Development Tour gewann Evetts ein Turnier, war jedoch als Tour Card-Holder ohnehin für die PDC World Youth Championship 2021 qualifiziert. Dabei schaffte er es bis ins Finale und gewann dieses gegen Nathan Rafferty mit 6:4, womit Evetts erstmals Jugendweltmeister wurde. Für die PDC World Darts Championship 2022 war Evetts jedoch bereits über die PDC Pro Tour Order of Merit qualifiziert. Mit 1:3 verlor er dort gegen Jim Williams.
Am Ende der WM stand Evetts auf Platz 84 der PDC Order of Merit, womit er seine Tour Card nicht halten konnte. Bei der PDC Qualifying School 2022 startete Evetts in der Final Stage und errang die Tour Card über die Rangliste zurück. Folglich startete er auch wieder bei den UK Open 2022, wo er mit 6:4 Nick Fullwell und mit 6:3 Jack Main schlagen konnte. Erst in der dritten Runde schied er mit 2:6 gegen Luke Woodhouse aus.
Beim Players Championship Nummer 23 zog Evetts bis ins Halbfinale ein. Es sollte jedoch sein einziger großer Erfolg auf der Pro Tour in diesem Jahr sein. Ein Achtelfinale erreichte er noch, die Qualifikation für alle weiteren Majors verfehlte er allerdings. Beim Grand Slam of Darts 2022 durfte er als aktueller Jugendweltmeister noch teilnehmen, gewann gegen Gerwyn Price, Dave Chisnall und Raymond van Barneveld aber kein Spiel.
Ende Februar 2023 gewann Evetts bei den Baltic Sea Darts Open mal wieder ein Spiel auf der European Tour. Die UK Open 2023 verliefen recht erfolgreich für Evetts. Er gewann gegen Jim McEwan, Owen Roelofs und Nathan Rafferty, bevor er in Runde fünf Richie Burnett mit 9:10 unterlag. Er holte außerdem noch zwei weitere Siege auf der European Tour, blieb abgesehen davon erneut weitgehend erfolglos auf der Pro Tour und qualifizierte sich erneut für kein weiteres Major. Somit beendete er das Jahr 2023 auf Rang 81 in der PDC Order of Merit und muss seine Tour Card somit wieder abgeben.
Bei der Q-School 2024 durfte er somit in der Final Stage starten. Nachdem er nach den ersten drei Tagen noch nichts Zählbares zustande gebracht hatte, schaffte er es am vierten Tag ins Viertelfinale um zumindest noch drei Ranglistenpunkte zu erzielen. Diese reichten jedoch nicht für eine Tour Card. Auf der Challenge Tour erreichte er daraufhin ein Halbfinale im Januar und kam daraufhin auch mehrfach ins Preisgeld. Er durfte im Oktober als Nachrücker an den Players Championship 24 und 25 teilnehmen, wobei er beim ersten Turnier davon bis ins Viertelfinale einzog, welches er mit 5:6 gegen Stephen Bunting verlor. Auf der Challenge Tour kam er Anfang November beim letzten Turnier des Jahres ins Finale, wo er mit 4:5 Sebastian Białecki unterlag. Die dazugehörige Order of Merit beendete Evetts auf Rang 30.
Bei der Q-School 2025 konnte Evetts per Tagessieg in die Final Stage einziehen. Eine Tour Card gewann er jedoch erneut nicht.

## Weltmeisterschaftsresultate

### PDC-Jugend
- 2015: 2. Runde (5:6-Niederlage gegen  Scott Taylor)
- 2016: Viertelfinale (4:6-Niederlage gegen  Dimitri Van den Bergh)
- 2017: Viertelfinale (4:6-Niederlage gegen  Dimitri Van den Bergh)
- 2018: Halbfinale (1:6-Niederlage gegen  Dimitri Van den Bergh)
- 2019: Achtelfinale (5:6-Niederlage gegen  William Borland)
- 2020: 1. Runde (5:6-Niederlage gegen  Lewis Pride)
- 2021: Sieger (6:4-Sieg gegen  Nathan Rafferty)

### PDC
- 2018: 1. Runde (0:3-Niederlage gegen  Gerwyn Price)
- 2019: 2. Runde (0:3-Niederlage gegen  Adrian Lewis)
- 2020: 1. Runde (2:3-Niederlage gegen  Fallon Sherrock)
- 2022: 1. Runde (1:3-Niederlage gegen  Jim Williams)

## Titel

### PDC
- Secondary Tour Events
  - PDC Challenge Tour
    - PDC Challenge Tour 2018: 8, 20
    - PDC Challenge Tour 2025: 9

  - PDC Development Tour
    - PDC Development Tour 2017: 18
    - PDC Development Tour 2018: 8, 12, 20
    - PDC Development Tour 2019: 1, 4, 10, 12, 14, 16, 18, 19
    - PDC Development Tour 2020: 7
    - PDC UK Development Tour 2021: 7
- Weitere
  - 2021: PDC World Youth Championship